# 曾華倩
曾華倩（英語：Margie Tsang Wah Sin，1965年8月6日—），原名曾華茜，為香港女演員、主持人。

## 演艺生涯

### 早年生活
曾華倩於1965年8月6日出生於香港葵涌九華徑的一個医生世家，是新界原居民，在大埔長大。上有兩個哥哥和一個姐姐，大哥比她大四歲，大姐大二歲，二哥大一歲。父親是位西醫，在大埔開診所，母親則是家庭主婦，两個哥哥曾華德同曾華廣，分別係著名的呼吸系統科醫生同皮膚科醫生，與朱慧珊為鄰居兼小學同學。小學就讀于大埔中華基督教會正而學校（後為富善邨基正學校），於1977年上午校畢業，當時仍用原名曾華茜。中學就讀於萃華英文書院（油麻地分校），考試成績一直差強人意，英文也不會幾句。1982年，曾華倩中學畢業，原計劃去日本修讀時裝設計，陪好朋友去報名第12期無綫電視藝員訓練班时，在藝員科任職的陳美璇見她也在場，就收了她十元報名費，邀請她報名；公司見她有潛質，就找她試鏡，順利選入訓練班，學期為一年。1983年8月13日，與訓練班同學於無綫電視第一錄影廠參加畢業典禮。

### 演藝經歷
1983年7月，已加入訓練班半年多的曾華倩，被派往兒童節目组與周星馳、藍潔瑛、譚玉瑛主持《430穿梭機》，至9月1日正式與無綫簽藝員合約；12月，與周星馳、譚玉瑛、龍炳基等合作演出的時裝趣劇《黑白僵屍》播出，在剧中饰演研究古物曆史的beautiful。
1985年初，曾華倩與無綫簽定部頭藝員合約，為期5年，追溯至1月1日生效；3月，與呂良偉主演古裝武俠劇《雪山飛狐》，飾演天真善良、端莊大氣苗若蘭，這是她入行以來擔正的第一部電視劇；4月，與梅艷芳、梁朝偉、呂方主演TVB首次投資的電影《青春差館》，在該片中飾演臥底女幫辦阿玉；7月與梁朝偉主演《新紮師兄續集》，在劇中飾演開朗活潑、樂於助人的女主角葉巧宜，與吳孟達飾演一對父女，她考入警校，遇到張偉傑，終與之結為夫妻；9月，參演TVB古裝臺慶劇《楊家將》，飾演熱情爽朗杜金娥（楊七娘）；12月，在泰國登台演出。
1986年5月，参演任達華主演的《孖寶太子》，在劇中飾演天真無邪的滴滴公主；7月底參演梁朝偉版《倚天屠龍記》，在第二集客串秀美豪邁的郭襄 ；8月，在張兆輝主演的《黃金十年》中客串飾演天真善良、豁達樂觀的張至樂，同時與劉青雲、陳敏兒合作參演《靜待黎明》，在劇中飾演追求浪漫、有點情緒化的許迎弟；11月，與梁朝偉、劉青雲、陳玉蓮等赴西安拍攝60集古裝長劇《大運河》，至1987年5月拍完，在劇中飾演聰明活潑、嬌俏可人的長孫無垢 。
1987年2月，與《歡樂今宵》節目眾藝員前往馬來西亞首都吉隆坡參加《星光閃聚吉隆坡》慈善演出；6月，與蔡楓華受邀赴美國大西洋城登台演出；7月，與吳君如受邀赴法國登台演出，然後與呂良偉、林俊賢主演民國劇《豪情》，在劇中飾演性格倔強硬朗，敢愛敢恨的周影，該劇首先以錄影帶形式發行，於1989年4月在電視首播；8月與梁朝偉主演時裝警匪劇《新紮師兄1988》，在劇中飾演張偉傑的妻子葉巧宜，与伟杰经历了一番离合 ，該劇於11月試映。
1988年4月，赴馬來西亞登台演出，這是她首次個人登台，然後與郭晉安、張衛健等主演神話式古裝武俠劇《嬴單傳奇》，在劇中飾演處事果決、極富同情心的孤女過牆頭；8月，與溫兆倫、周海媚等主演古裝喜劇《吉星報喜》，在劇中飾演與陳夢吉指腹爲婚的金銀鳳；10月，與吳鎮宇、陳敏兒主演《富貴流氓》，在劇中飾演善良、有點任性的蔣婵婵，該劇于1989年7月24日在電視首播，其收视率在无线当年播出节目中位居第四位。
1989年1月，與張兆輝、吳岱融主演古裝武俠劇《邊城浪子》，在劇中飾演出身武林世家、心地善良、易喜易怒的丁靈琳；3月，與張兆輝、梁藝齡在馬來西亞登台演出；4月，與羅嘉良、張兆輝主演古裝武俠劇《龍廷爭霸》，在劇中飾演帶有少許反派色彩的瓦刺國伊蘭公主，與白蓮教教主沈智鬥智鬥勇，終雙雙退隱江湖；6月，与吴镇宇、张兆辉等主演时装情景喜剧《公私三文治》，在劇中飾演貪靓活潑有型的大家姐張佩玲，該劇在1989年底無綫電視"K-100"舉辦的"八十年代最受歡迎劇集選舉"中獲得第五名，該劇驚人的收視記錄令無綫向曾華倩讓步，提早三個月簽部頭約；10月，曾華倩與無綫續約一年半，追溯至10月1日生效，合約列明容許她參與除亞視外所有媒體的合作，此舉吸引台灣片商及廣告商禮聘她赴台拍攝。同月獲邀參演話劇《花心大丈夫》，這也是她首次在話劇中演出，在劇中飾演玲玲；11月，與廖偉雄、郭晉安主演賀歲喜劇《富貴超人》，在劇中飾演可愛天真、常仗義疏財的富家小姐、甘氏公司總裁甘肖風。
1990年3月，與張衛健、陳庭威合作主演民國喜劇《歡樂山城》（又名《黄金传奇》），在剧中饰演被全镇男人倾倒的上海小姐慧云李；6月，曾華倩接受台灣制作人朱朱邀請，赴台拍攝中視劇集《希望之鴿》，並與李志奇、孫興擔正，有傳資方早於開機前一年便已跟她接洽，只是因履行TVB片約而作罷；她随剧组曾在日本名古屋、大阪等地拍攝为期三周的外景，至11月拍攝完畢回港；該劇也是華倩的代表作，她在劇中飾演溫柔婉約、純潔迷人的中日混血兒小泉聖美，從少女演至少婦以致做母親，角色甚有發揮，该剧在台湾、韩国、日本等地区播映，曾华倩也被选为台湾十大最受欢迎女艺人之首，并与日本电器厂商签了一年的广告合约，拍了四个广告。由於她在約滿前簽了電視廣告，於1991年一年間要赴台數次拍廣告片，年頭那段時間無綫就讓她加入《歡樂今宵》，一方面是為了加碼救市，且也方便她請假。
1991年，做完三個月的《歡樂今宵》後，曾華倩3月1日赴吉隆坡、新加坡登台演出；本來合約於4月1日屆滿，可是由於與台灣的廣告合約及片約重疊，從而拖欠無綫半年騷約及片約，於是開始專心留在香港還劇債，與鄭浩南、羅嘉良主演時裝劇《夢裏伊人》，她在劇中飾演聰明美麗的家族繼承人容凱琪，因意外而失去記憶，成爲另一個角色紅紅；8月，與甄子丹、曾偉權主演《命運迷宮》，在劇中飾演性格爽朗、聰明樂於助人，雖有時倔強，但亦有溫柔一面的釋囚輔導社工夏靜雯，這也是曾華倩在與無綫約滿前的最後一部電視劇作品；9月，與胡大為拍擋主持《搶錢新一代》，一個月後再飛台灣逗留六日拍廣告片，此時她跟TVB的合約已屆滿。
1991年11月22日，曾華倩正式簽約亞視 ，先後主持或充當大會司儀的計有《一家大細顯神通》《奧運小姐選舉》與《亞視台慶》，向主持方向發展。1992年10月，與陳庭威 ，呂頌賢和楊群等主演時裝賭片劇《勝者為王Ⅱ天下無敵》首播，同時段對撼TVB臺慶劇《大時代》，以最高21點成為20世紀90年代初亞視收視最高的劇集，她在劇中飾演的張適茹是賭王的女兒，但敢做敢爲，黑白分明。1993年3月，與黃日華、呂頌賢、伍詠薇主演時裝年代劇《銀狐》首播，同時段對撼TVB重頭劇《原振俠》引發熱議，該劇是亞視的台慶劇，她在劇中飾演有演戲天分又單純善良電影明星苗敏羚（白羚）。拍完這部劇後，她與亞視約滿，回複自由身；5月，應制作人徐進良邀請，赴臺灣半年與林瑞陽、陳美鳳、翁家明等聯袂主演家庭倫理愛情劇《牽手出頭天》，奪得台灣的八點檔的收視冠軍，她在劇中飾演大家姐陳曉梅。
1994年，曾華倩從臺灣回港後再次簽約TVB；6月，並主演由無綫和楊佩佩聯合制作的港台合拍劇《俠義見青天》之《劍膽琴心》單元，該單元是全劇收視最高的一個單元，她在劇中飾演盲女章蓉；7月，與郭晉安合作拍攝電視劇《廉政行動1994》之《珠芒》，在劇中飾演廉署分處主任林希平；10月，與孫耀威合作主演時裝劇《鎮金女人周記（第二輯）》中的一个单元《異地情緣》，在劇中飾演Annie，探討成熟事業女強人面對愛情時的抉擇；同年，與湯鎮宗、歐陽震華合作主演《前世冤家》，她在劇中分飾兩個角色，分別飾演外柔內剛、積極向上的康寶兒和才貌雙全、爭寵好勝的梅妃；此后正式轉簽司儀合約，並與黃霑主持《花弗新世界》及出任多個大會司儀。同年,與劉嘉玲一起錄制吳君如主持的香港商臺《娛樂性騷擾》。
1995年11月，曾华倩与汪明荃、黄沾等主持TVB第28届万千星辉贺台庆。1996年12月31日晚，与邓梓峰主持了《共创香港美好明天》晚会，时任香港特区候任长官董建华于零点在该晚会发表了新年贺词。1996年4月结婚后，沒再拍劇集。1997年5月，与曾志伟为第2届香港电影金紫荆奖担任司仪；9月約滿無綫，偶爾做司儀或參加綜藝節目，屬半退休狀態。1998年12月，曾華倩在老公陪同下，到香港商台為老友吳君如的節目《 嘩嘩嘩打到嚟之結婚萬歲》任客席主持。1999年，再次回到主持亞視《香港男士競選》。並於2000年3月签约亚视，到2002年，在亚洲电视台主持妇女节目《女人.Come》。2003年底，赴中國內地主持廣東電視臺節目《親子劇場》。2004年6月，簽約香港電臺，與導演李力持合作主持清談節目《你真超人》。2005年9月，因緊張兒子的學業暫停工作。
2006年10月，客串主持商業電臺節目《她他她打到嚟！》，與交往20年的好友吳君如合作；11月，第三次簽約TVB，再次復出；12月，與郭晉安、郭羨妮合作時裝警匪劇《古靈精探》，在劇中飾演性格樂觀、樂于助人卻忽略了自己的于子晴。2007年9月，與羅嘉良,胡杏兒合作動物題材的時裝劇《當狗愛上貓》，飾演有生意頭腦、喜歡爭取話事權的寵物店老板水天蘭。2008年起主要擔任主持人，主持《至八女人心》、《心有靈犀》等節目，每年一度的《歡樂滿東華》，她擔任司儀。2011年在由光線影業出品，黃百鳴監制，甄子丹、古天樂主演的賀歲電影《最強囍事》中客串Helen姐。同年與馮美基合作TVB飲食綜藝節目《May姐有請》。2012年与曾志伟、陈小春等合作主持《情牵好客自家人》。2014年與崔建邦、王怡興合作主持《TVB最受欢迎广告颁奖典礼》。
2015年初，曾華倩暫時退出幕前工作，主要照顧兒子林浩賢到國內外參加各種游泳比賽。2017年8月在天津舉辦的第十三屆全運會上，曾華倩陪兒子林浩賢參加四個遊泳項目比賽。
2017年11月，吳雨出任亞視行政總裁並邀請了曾華倩等好友合作；12月18日，亞視舉行“亞洲電視數碼媒體有限公司成立典禮”，曾華倩与朱慧珊等艺人做司儀，她將爲新亞視主持電視綜藝節目。2018年1月29日，曾华倩与朱慧珊、刘锡贤、向海岚、朱慧敏等为在大埔举行的《亚洲电视数码媒体启播典礼》担任司仪；自1月31日到7月25日，每逢周三与乐瞳、朱慧敏主持《今晚見》及《今晚夜D見》；10月12日起，每逢周五主持《親子基因》。

## 个人生活

### 恋情
1982年，曾華倩與知名男演員梁朝偉在無綫藝員訓練班認識而拍拖，成為相爱六年的情侶，三分三合，於1988年年中分手後結束。與梁朝偉分手期間，曾與騎師鄭仲謀有過拍拖傳聞。
1989年底，曾華倩与藝人陳庭威因合作《歡樂山城》相戀，至1992年底分手。
2005年，曾華倩與年輕9年的馬國明被記者影到在咖啡廳內親暱談天，更影到曾華倩車馬國明回其寓所因而傳出緋聞。不過盛傳因為其兒子林浩賢反對而無疾而終。後馬國明擔任馮美基以及曾華倩主持的May姐有請的時候，與曾華倩一同澄清兩人未交往過。

### 婚姻
1995年5月，有記者在黎明住所外面，意外拍得曾華倩與其男友林肇基雙雙探訪黎明的照片，使他們的地下情公開。林肇基為香港世界美髮用品有限公司董事長，年长华倩5岁，乃年輕商人，曾往英國留學，自二十二歲返港後開設世界美髮用品有限公司，生意遍布東南亞一帶。他與曾華倩在一派對上經朋友介紹認識，之後發展成情侶。
1996年4月25日，曾華倩與拍拖三年多的林肇基在英國倫敦註冊結婚，經過多年的戀愛，終於情花結果，共結秦晉，在父母及哥哥的見證下，正式成為林太。註冊後翌日，華女與林肇基便往意大利、瑞士和威尼斯等地度蜜月。五月六日二人返港後即往林肇基家，向老爺和奶奶斟茶；但是於2002年離婚；兩人育有一子林浩賢於1999年1月1日下午二時在沙田仁安醫院出生。

### 圈內好友
吴君如

## 演出作品

### 電視劇（無綫電視）
| 首播   | 首播         | 劇名                      | 角色                 | 監制   | 合作演员                               | 性質         |
| ------ | ------------ | ------------------------- | -------------------- | ------ | -------------------------------------- | ------------ |
| 1983年 | -            | 幻海奇情之鬼咁恨嫁        | 送貨員               | -      | 林建明、羅蘭、盧海鵬、劉青雲           | 訓練班實習   |
| 1983年 | 7月1日       | 鬼咁夠運（第2集）         | 賣旗學生             | 鄒世孝 | 鄭則仕、葉德嫻、梁朝偉                 | 訓練班實習   |
| 1983年 | 8月8日       | 北斗雙雄（第5集末尾）     | 話劇觀眾             | 李鼎倫 | 周潤發、陳秀珠、梁朝偉、吳啟華         | 訓練班實習   |
| 1983年 | 8月8日       | 三相逢（第3集）           | 學生                 | 伍潤泉 | 趙雅芝、藍潔瑛、吳君如、商天娥、董瑋   | 訓練班實習   |
| 1983年 | 12月         | 黑白僵屍                  | Beautiful            | 趙仕謙 | 周星馳、譚玉瑛、龍炳基、曾偉明         | 第一女主角   |
| 1985年 | 9月23日      | 楊家將                    | 楊七娘               | 李添勝 | 梁朝偉、劉德華、李香琴、張曼玉、劉嘉玲 | 女主角之一   |
| 1985年 | 10月14日     | 雪山飛狐                  | 苗若蘭               | 王天林 | 呂良偉、謝賢、景黛音                   | 第一女主角   |
| 1985年 | 10月28日     | 新紮師兄續集              | 葉巧宜               | 招振强 | 梁朝偉、戚美珍、任達華、周潤發、劉嘉玲 | 第一女主角   |
| 1986年 | 7月7日       | 孖寶太子                  | 貝芝公主             | 梁材遠 | 任達華、鄺美雲、廖啟智、林立三、邵美琪 | 第二女主角   |
| 1986年 | 10月6日      | 黃金十年（第42-50集）     | 張至樂               | 梁家樹 | 張兆輝、劉嘉玲、戚美珍                 | 客串         |
| 1986年 | 11月3日      | 倚天屠龍記（第2集）       | 郭襄                 | 王天林 | 王書麒、高雄                           | 客串         |
| 1987年 | 2月9日       | 靜待黎明                  | 許迎弟               | 劉家豪 | 劉青雲、陳敏兒、高雄                   | 第二女主角   |
| 1987年 | 3月9日       | 大運河                    | 長孫無垢（長孫皇后） | 劉仕裕 | 梁朝偉、陳玉蓮、劉青雲                 | 第三女主角   |
| 1987年 | 3月9日       | 季節（第117集）           | Maggie               | 甘志輝 | 鄧碧雲、馬利亞、陳秀珠                 | 客串         |
| 1987年 | 9月5日       | 天龍神劍                  | 諸葛小菁             | 甘志輝 | 苗僑偉、戚美珍、劉青雲                 | 单元女主角   |
| 1987年 | 11月23日     | 新紮師兄1988（第1到10集） | 葉巧宜               | 蕭顯輝 | 梁朝偉、鄧萃雯、林嘉華、邱淑貞         | 客串         |
| 1988年 | 4月16日      | 七情十三篇之陰差陽錯      | 蝶（Vivian）         | 蕭顯輝 | 廖偉雄、陳嘉賢、張蓀薇                 | 第一女主角   |
| 1988年 | 10月3日      | 嬴單傳奇                  | 過牆頭               | 蕭顯輝 | 郭晉安、周海媚、張衛健、龔慈恩、張兆輝 | 第一女主角   |
| 1989年 | 1月30日      | 吉星報喜                  | 金銀鳳（Josephine）  | 梁材遠 | 溫兆倫、周海媚、吳岱融                 | 雙女主角之一 |
| 1989年 | 4月3日       | 豪情                      | 周影                 | 劉家豪 | 呂良偉、劉嘉玲、林俊賢                 | 雙女主角之一 |
| 1989年 | 7月10日      | 公私三文治                | 張佩玲（Ada）        | 岑國榮 | 吳鎮宇、張兆輝、梅小惠                 | 第一女主角   |
| 1989年 | 7月24日      | 富貴流氓                  | 蔣嬋嬋               | 劉仕裕 | 黃子揚、陳敏兒、吳鎮宇                 | 第二女主角   |
| 1989年 | 9月15日      | 龍廷爭霸                  | 伊蘭公主             | 李鼎倫 | 歐陽震華、羅嘉良、張兆輝               | 第一女主角   |
| 1990年 | 1月22日      | 富貴超人                  | 甘肖風               | 潘嘉德 | 郭晉安、廖伟雄、陳安瑩、顏國樑、黃敏儀 | 第一女主角   |
| 1990年 | 11月5日      | 歡樂山城（黃金傳奇）      | 慧雲李               | 王天林 | 陳庭威、楊羚、張衛健、李中甯、許紹雄   | 第一女主角   |
| 1991年 | 3月19日      | 邊城浪子                  | 丁靈琳               | 王天林 | 吳岱融、張兆輝、謝寧、梁藝齡、李家聲   | 第一女主角   |
| 1991年 | 6月24日      | 夢裡伊人                  | 容凱琪、沈紅         | 李兆華 | 鄭浩南、羅嘉良、李婉華                 | 第一女主角   |
| 1991年 | 9月23日      | 命運迷宮                  | 夏靜雯               | 楊錦泉 | 曾偉權、甄子丹、李國麟、馬海倫         | 第一女主角   |
| 1994年 | 7月31日      | 廉政行動1994-珠芒         | 林希平               | 曾勵珍 | 郭晉安、曾江、關海山、陳美琪、夏萍     | 單元女主角   |
| 1994年 | 10月18日     | 鎮金女人周記II-異地情緣   | 劉美惠（Annie）      | 林嘉穎 | 孫耀威、林家棟                         | 單元女主角   |
| 1994年 | 6月6日(台灣) | 俠義見青天                | 章 蓉                | 楊佩佩 | 劉松仁、萬梓良、葉童、恬妞、吳啟華     | 單元女主角   |
| 1995年 | 1月16日      | 前世冤家                  | 梅妃, 康寶兒         | 王心慰 | 李美鳳、湯鎮宗、歐陽震華、楚原、朱咪咪 | 第一女主角   |
| 2008年 | 3月17日      | 古靈精探                  | 於子晴               | 張乾文 | 郭晉安、郭羨妮、馬國明、梁家仁、劉玉翠 | 第二女主角   |
| 2008年 | 7月21日      | 當狗愛上貓                | 水天蘭（Tina）       | 關永忠 | 羅嘉良、胡杏兒、呂方、郭鋒、秦煌       | 第二女主角   |

### 電視劇（亞洲電視）
| 首播   | 首播    | 劇名               | 角色        | 導演   | 合作演员                     | 性質       |
| ------ | ------- | ------------------ | ----------- | ------ | ---------------------------- | ---------- |
| 1992年 | 2月17日 | 摩登七十二家房客   | 村長女兒    | 袁仁康 | 陳庭威                       | 客串       |
| 1992年 | 10月5日 | 勝者為王II天下無敵 | 張適茹      | 袁仁康 | 陳庭威、楊群、呂頌賢         | 第一女主角 |
| 1993年 | 3月1日  | 銀狐               | 苗敏羚/白羚 | 龍紹基 | 黃日華、伍詠薇、呂頌賢、方剛 | 第一女主角 |

### 台灣電視劇
| 首播   | 首播    | 劇名       | 角色     | 導演         | 合作演员                               | 性質       | 備註 |
| ------ | ------- | ---------- | -------- | ------------ | -------------------------------------- | ---------- | ---- |
| 1990年 | 9月12日 | 希望之鴿   | 小泉聖美 | 鞠覺亮、林添 | 李志奇、孫興、涂善妮、陳玉玫           | 第一女主角 | 中視 |
| 1994年 | 1月18日 | 牽手出頭天 | 陳曉梅   | 楊道         | 林瑞陽、陳美鳳、況明潔、蔡燦得、翁家明 | 第一女主角 | 中視 |

### 電影
| 年份       | 片名               | 角色                | 導演           | 合作演员                         |
| ---------- | ------------------ | ------------------- | -------------- | -------------------------------- |
| 1985-08-08 | 《青春差馆》       | 阿玉                | 邱家雄         | 梁朝偉、梅艷芳、呂方             |
| 1987-03-06 | 《小生梦惊魂》     | 美宝                | 刘家荣         | 苗僑偉、曾志偉、吳君如、上山诗钠 |
| 1988-07-13 | 《求爱敢死队》     | Jenny               | 王晶           | 馮淬帆、李美鳳、曾志偉、邱淑貞   |
| 2006-09-14 | 《大丈夫2》        | 王太                | 鍾晴           | 曾志偉、毛舜筠、陳小春           |
| 2007-09-26 | 《七擒七縱七色狼》 | Lisa姐              | 鍾晴、鍾澍佳   | 曾志伟、王天林、陳百祥           |
| 2011-01-31 | 《最強囍事》       | Helen姐、郑宇强之妹 | 陳慶嘉、秦小珍 | 古天樂、甄子丹、李香琴、張栢芝   |

### MV演出
| 年份 | 作品       | 歌手   |
| ---- | ---------- | ------ |
| 1983 | 《遇見你》 | 鄧麗君 |
| 1985 | 《第一次》 | 張國榮 |

### 廣播劇
| 年份 | 電臺       | 作品               | 合作者                         |
| ---- | ---------- | ------------------ | ------------------------------ |
| 2004 | 香港電台   | 《麻辣新袍醋家姑》 | 李克勤、李香琴、譚炳文、麥長青 |
| 2005 | 香港電臺台 | 《歡喜冤家結良緣》 | 李力持、戴夢夢                 |

### 電影配音
| 年份 | 作品                               | 角色       |
| ---- | ---------------------------------- | ---------- |
| 2006 | 獸猛猛奇兵（狂野大自然，荒野奇兵） | 長頸鹿B.J. |
| 2011 | 神奇俠侶                           | 群众演员   |

### 舞台劇
| 年份 | 作品           | 角色 | 合作者         |
| ---- | -------------- | ---- | -------------- |
| 1989 | 《花心大丈夫》 | 玲玲 | 吳鎮宇、劉青雲 |

### 綜藝節目
| 年份   | 電視臺             | 節目名稱 | 性質 |
| ------ | ------------------ | --- | ---- |
| 1982年 | 無綫               | 龍鳳呈祥賀臺慶、星度十二成一線 | 演出 |
| 1983年 | 無綫               | | 主持 |
| 1984年 | 無綫               | 主持 |      |
| 1984年 | 無綫               | 星光熠熠劲争辉 | 演出 |
| 1985年 | 無綫               | 十萬小時慶祝盛典，無綫電視八六年節目巡禮 | 演出 |
| 1986年 | 無綫               | 龍鳳呈祥賀臺慶，星光錦繡耀舞台，飞跃100，歡樂今宵之430穿梭機，新秀種籽選拔賽，歡樂大馬慈善夜                                                                            | 演出 |
| 1987年 | 無綫               | 龍鳳呈祥賀臺慶，無綫二十周年臺慶 | 演出 |
| 1988年 | 無綫               | 萬千星輝賀台慶，星光情侶 | 演出 |
| 1989年 | 無綫               | 齊心同步創90 | 演出 |
| 1989年 | 台視               | 强棒出击-电话乐透了 | 嘉賓 |
| 1989年 | 中視               | 連環泡 | 嘉賓 |
| 1990年 | 無綫               | 電視先鋒群星會 | 演出 |
| 1990年 | 無綫               | 十點半港情講趣 | 嘉賓 |
| 1991年 | 無綫               | 歡樂今宵，搶錢新一代 | 主持 |
| 1991年 | 無綫               | 慈善星輝仁濟夜，愛情專門店，星光閃聚吉隆坡，邁向銀禧迎臺慶 | 演出 |
| 1991年 | 中視               | 連環泡 | 嘉賓 |
| 1992年 | 亞視               | 奧運小姐競選，一家大細顯神通，亞洲電視臺慶 | 主持 |
| 1992年 | 亞視               | 群星过晒界 | 嘉賓 |
| 1993年 | 中視               | 歡樂傳真，連環泡 | 嘉賓 |
| 1993年 | 臺視               | 龍兄虎弟 | 嘉賓 |
| 1993年 | 無綫               | 情場妙女郎 | 嘉賓 |
| 1994年 | 無綫               | 花弗新世界，萬顆善心耀志蓮，歡樂滿東華 | 主持 |
| 1994年 | 無綫               | 江山如此多fun，真過癮時代，廉政先鋒二十年電視劇回顧 | 嘉賓 |
| 1995年 | 無綫               | 萬千星輝賀臺慶，歡樂滿東華，博愛歡樂傳萬家，最佳螢幕情侶對對碰，星光燦爛仁愛堂，霑沾自喜三十年，金光璀燦耀尖東                                                 | 主持 |
| 1995年 | 無綫               | 運財智叻星，超級無敵獎門人 | 嘉賓 |
| 1996年 | 無綫               | 鬼馬禽獸哈哈show，博愛歡樂傳萬家，共創香港美好未來，慈善星輝仁濟夜，皇冠車行三十年群星金輝夜，愛心獻再生，歡樂滿東華，一個世紀的婚禮，非常勁秋鄭少秋，奇程萬里 | 主持 |
| 1996年 | 中視               | 綜藝夜總會 | 嘉賓 |
| 1997年 | 無綫               | 慈善星輝仁濟夜，金牛獻瑞慶團年，元朗萬千風采迎回歸 | 主持 |
| 1997年 | 無綫               | 公益開心果，荃心荃意荃情三十年，廣告大贏家，回到未紅時-羅嘉良                                                                                                  | 嘉賓 |
| 1998年 | 無綫               | 電視大贏家 | 嘉賓 |
| 1999年 | 亞視               | 香港男士競選 | 主持 |
| 2000年 | 亞視               | 女人.Come | 主持 |
| 2001年 | 亞視               | 女人.Come | 主持 |
| 2002年 | 亞視               | 女人.Come | 主持 |
| 2003年 | 南方臺             | 三個女人一個墟 | 主持 |
| 2003年 | 廣東電視臺珠江頻道 | 親子劇場之伴我成長 | 主持 |
| 2004年 | 廣東電視臺珠江頻道 | 親子劇場之伴我成長 | 主持 |
| 2004年 | 無綫               | 繼續無敵獎門人 | 嘉賓 |
| 2004年 | 無綫               | 滄海一聲笑別霑叔 | 嘉賓 |
| 2004年 | 亞視               | 亞視臺慶新勢力 | 嘉賓 |
| 2005年 | 亞視               | 香港真人Show | 主持 |
| 2005年 | 香港有線電視娛樂臺 | 昭君出菜 | 嘉賓 |
| 2005年 | 無綫               | 百法百眾 | 嘉賓 |
| 2006年 | 南方臺             | 影視明星世界杯 | 主持 |
| 2006年 | 無綫               | 15/16，心大心細 | 嘉賓 |
| 2007年 | 無綫               | 金豬獻瑞賀新春，更上一層樓，身形與美學，加一點炒菜新知，中山三鄉最好玩，18區粵曲粵唱越開心，長隆動物園，明愛暖萬心，兒歌金曲頒獎典禮                           | 主持 |
| 2007年 | 無綫               | 奧運玩得叻，娛樂直播 | 嘉賓 |
| 2008年 | 無綫               | 歡樂滿東華，福鼠迎春報吉祥，玄學天王，光影流情，眉精眼企，美景“湘”輝，開心迎戊子                                                                               | 主持 |
| 2008年 | 無綫               | 星級廚房，警訊 | 嘉賓 |
| 2009年 | 無綫               | 歡樂滿東華，至8女人心，霎時感動（和氣球說再見、送你一半生命），小時感動，4anda明年會遇桃花劫，煮出新煮意                                                       | 主持 |
| 2009年 | 無綫               | 千奇百趣，名人飯堂，星星同學會，靈異事件薄 | 嘉賓 |
| 2010年 | 無綫               | 歡樂滿東華，虎虎生威賀新春，民峰學院，新春招牌菜，全港儿童故事演讲比赛，翡翠明珠星Fight夜，香港航空特約：香港航空樂優遊                                        | 主持 |
| 2010年 | 無綫               | 名人廚房，逐格鬥，更上一層樓 | 嘉賓 |
| 2011年 | 無綫               | 博愛歡樂傳萬家，萬眾同心公益金，May姐有請，嘉玲·華倩閨中密語，心有靈犀，荃灣飛躍五十載，談懲說教                                                               | 主持 |
| 2011年 | 無綫               | 華麗明星賽，吹水同鄉會，大兇兆 | 嘉賓 |
| 2011年 | 廣州電視臺         | 美在花城 | 主持 |
| 2012年 | 廣州電視臺         | 美在花城 | 主持 |
| 2012年 | 無綫               | 歡樂滿東華，萬眾同心公益金，更上一層樓，登登登對，金龍吐艷迎新歲，龍福齊天慶新春，慧妍愛心傾城30年，情牽好客自家人，人生80勁楓SHOW，全城熱愛TVB今夜齊撐大太監  | 主持 |
| 2012年 | 無綫               | 女人有話兒，玩轉三周1/2，財智達人II，700萬人的數字，夜宵磨 | 嘉賓 |
| 2013年 | 廣州電視臺         | 美在花城 | 主持 |
| 2013年 | 無綫               | 歡樂滿東華，更上一層樓，靈蛇喜舞賀新喜，戒煙大贏家，反鬥紅星放暑假，小B大任務，時刻裝備TVB創造46年傳奇，滿Fun情趣鬥登對                                        | 主持 |
| 2014年 | 無綫               | 歡樂滿東華，Citywalk新春黃金慶典：駿馬迎新歲，FIFA巴西世界盃-開幕森巴嘉年華，最受歡迎廣告頒獎典禮                                                              | 主持 |
| 2015年 | 無綫               | 喜慶羊羊迎新歲，家家有喜事 | 主持 |
| 2018年 | 亞視               | 亞洲電視數碼媒體啟播典禮，今晚見，今晚夜D見，親子基因 | 主持 |
| 2021年 | 無綫               | 情懷未變·梅艷芳 | 主持 |

### 電台節目
| 年份   | 電台        | 節目名稱               | 合作者             |
| ------ | ----------- | ---------------------- | ------------------ |
| 1994年 | 商業電台    | 娛樂性騷擾             | 吳君如、劉嘉玲     |
| 1998年 | 商業電台    | 哗哗哗打到嚟之结婚万岁 | 吴君如             |
| 1998年 | 香港電台    | 《健康新文化》         | 張少馨             |
| 1999年 | 商業電台    | 哗哗哗打到嚟之失恋大晒 | 吳君如、梅艷芳     |
| 2001年 | 新城電台    | 開心霑士幫             | 黄霑               |
| 2004年 | 香港電台    | 醫生與你..兒童傳染病   | 陈启泰             |
| 2004年 | 香港電台    | 你真超人               | 李力持             |
| 2005年 | 香港電台    | 你真超人               | 李力持             |
| 2006年 | 香港電台    | 開心日報               | 李力持             |
| 2006年 | 新城電台    | 家天下                 | 薛家燕             |
| 2006年 | 商業電台    | 她他她打到嚟!          | 吳君如、周凱光     |
| 2012年 | 雷霆881     | 大龍鳳                 | winnie、Eva、Mandy |
| 2014年 | DBC數碼電台 | 越界傾情               | 吳綺莉             |
| 2015年 | DBC數碼電台 | 每一個晚上             | 譚玉瑛             |

## 出版书籍
2010年7月，由曾華倩与汪明荃、鄭裕玲、朱慧珊、鍾慧冰、江欣燕、林建明、施麗珍等组成的至八会创作書畫冊《8色 · 惜》，由傳達傳播有限公司出版。

## 社会活动
- 1983年：
  - 共享陽光[96]
- 1984年：
  - 6月，参加于红磡体育馆举办的第8届巨星篮球慈善赛，活动所得收入拨捐为基督联合医院扩建经费。
- 1984年： 
  - 公益金百萬行
- 1985年： 
  - 出演《國際青少年節主題歌曲》
- 1987年：
  - 无线艺员二十周年慈善大行动
- 1992年：
  - 12月，与周润发、蓝洁瑛、梅艳芳、吴君如、成龙、郭富城等参加“艺进慈善夜”慈善晚宴，为兴建安老院筹募基金[97]
- 1993年：
  - 時報廣告金像獎頒獎典禮演出[98]
- 1996年：
  - 10月24日，与黄霑、罗家英、胡枫等出席李福善角逐首任行政长官的政纲宣布会[99]
- 1997年：
  - 5月18日由香港影评人协会主办第二届香港电影金紫荆奖，曾华倩与曾志伟担任司仪[100]
- 2003年：
  - 出席《警讯》三十周年纪念典礼[101]
- 2004年：
  - 汤镇业参与策划的侨商会筹办的香港影视明星足球表演赛及“东山慈善之夜”慈善晚会，邀请罗家英、曾华倩、关礼杰等二十多位香港红星，为当时的东山侨商会筹集了四百多万善款。[102]
- 2005年：
  - 《共生吉祥》佛诞嘉年华[103]
  - 參加《心晴行動抗抑郁》活動
- 2006年：
  - 主持「明报38周年演艺动力大奖」
- 2007年： 
  - 「TVB儿童节2007」开幕典礼
  - 李力持暑期教室
  - TVB儿童节2007儿童绘画比赛
  - AirOptix眼镜店开幕
- 2008年：
  - 「德福广场妈妈理想的乖仔乖女」颁奖礼
  - 6月1日，和梅小惠及馬海倫在旺角出席「祝福帳篷募捐行動」義賣籌款活動，为四川灾民募捐[104]
- 2009年：
  - 出席奥海城“发动香港力量”启动仪式
  - 「tvbuddy同学会无线收费电视」书展摊位宣传活动
  - 「心情行动」五周年慈善活动
  - 星级「型妈」选举[105]
- 2010年：
  - 5月，与朱慧珊、林建明、钟慧冰、施丽珍等出席品牌活动，并将所作的画作制成购物袋，活动收益将拨捐“心晴行动”慈善基金
  - 主持“星美星感覺模特大會”
  - 參加香港演藝人協會發起的“演藝界情系玉樹關愛行動”籌款晚會演出。[106]
- 2012年：
  - EYT好友会联欢晚宴[107]
  - 友情相聚真楓Show
  - 譚玉瑛姐姐擔任兒童節目30年慶祝會 - 《放學ICU》
  - 心晴行動 《春日櫻園》療癒花藝展
  - 第8届福幼慈善大缆杯[108]
- 2014年：
  - 主持「婦女事務委員會」主办的「自在人生自學計劃」十周年特輯〈自學 + 自在〉
  - 譚詠麟笑唱人生40年

## 爭議事件
- 於2019冠狀病毒病事件期間，于2月2日晚在社交媒体发文，指出自己刚从北京回港，有轻微感冒，已自行隔离并勤做保护措施；同时感谢医护人员对抗疫情，希望病者尽快痊愈，医护人员平安，疫情早日缓解。並指出不支持要求政府封關的香港罢工医护人员，批评他们威胁医院运作，而相關言論引起爭議[109][110]。有網民指出要求罢工的醫護並非要求加薪、減工作量，而是政府「假封關」置港人安危於不顧，前線裝備及防疫用品等嚴重短缺，又要求她從醫護界角度考慮醫療系統可能爆煲[111]。亦有網民支持她的言论[112]。後因爭議，于次日删除相关贴文，並關閉IG的留言功能[113]。

## 获奖记录
- 1986年到1991年，曾华倩连续6年在台湾获得最受欢迎香港女星冠军[114]
- 1985年《明星周刊》杂志评选十大最佳，曾华倩获第一[115]
- 1986年1月，曾华倩高票入选香港《偶像》杂志票选十大偶像，获电视女艺人第一名。[116]
- 1986年至1991年，马来西亚票选当地十大最受欢迎明星，曾华倩连续获女星组第一[117]
- 1987年，台湾《欢乐无线》杂志票选“最爱港剧”，曾华倩主演的《新扎师兄续集》以25717票获第一名，《杨家将》以7448票获第14名，《大运河》即《风尘三侠》以5644票获第16名[118]
- 1989年，马来西亚杂志上的《十大偶像》，曾华倩依然保持着冠军宝座[119]
- 1991年，刚拍完《梦里伊人(又名浮生若梦)》的曾华倩在《民生报》票选十大女星中获得第一名[120]
- 1989年末，为配合"迈向90 共创新里程",无线电视"K-100"举办"八十年代最受欢迎剧集选举"，曾华倩、吴镇宇、梅小惠、杨羚主演的《公私三文治》获得"八十年代最受欢迎剧集"第五名[45]
- 1990年创办的台湾《巨星龙虎榜》杂志票选十大红星，曾华倩在1990年和1991年每月投票都高居女艺人组榜首
- 2000年，曾華倩被评为最佳母嬰產品代言人。[121]
- 2001年，第七届十大电视广告颁奖典礼，曾华倩的安婴宝奶粉广告入围十大最受欢迎电视广告

## 外部連結
- 中文電影資料庫─曾華倩 （页面存档备份，存于）
- 曾华倩的新浪微博
- 曾華倩在互联网电影资料库（IMDb）上的資料（英文）
- 曾華倩在香港影庫上的簡介